# Keson (inženirstvo)
Keson predstavlja trdno komoro, ki se spusti v vodo ali vkoplje v tla, da se lahko izvajajo gradbena dela pod vodo.
Keson je sestavljen iz osnovne komore, v kateri se izvajajo gradbena dela pod površino vode ali v tleh s podtalnico in prehodne komore, v kateri se delavci pred začetkom dela postopoma prilagajajo komprimiranemu zraku, vse do izenačenja s pritiskom v osnovni komori. Po izhodu iz osnovne komore se izvaja postopna dekompresija (zmanjšanje pritiska) vse do izenačenja s pritiskom zunanjega zraka. Da bi preprečili prodor vode v osnovno komoro kesona, se vpihava komprimiran zrak, katerega pritisk je enak pritisku vode na globini izvajanja del. 
Čas dekompresije je najbolj kritično obdobje bivanja v kesonu.

## Tipi
Poznamo štiri osnovne tipe kesonov: prefabriciran keson, odprt keson, keson s komprimiranim zrakom in monolitni keson. 

### Prefabriciran keson
Prefabriciran keson je montažna betonska škatla (ima stranice in dno) in se postavi na pripravljeno podlago. Ko je na mestu, se napolni z betonom, da bi postala del trajne gradnje kot temelj za mostni steber. Votle betonske konstrukcije plavajo, tako da je keson treba z balastom potopiti ali zasidrati, dokler ga ni mogoče zapolniti z betonom. Nastavljivi sidrni sistemi, skupaj z GPS navigacijo omogočajo inženirjem postaviti škatlo kesona zelo natančno.

### Odprt keson
Odprt kesona je podoben prefabriciranemu kesonu, le da nima spodnje ploskve. Primeren je za uporabo v mehkih glinah (v nekaterih rečnih posteljah), vendar ne tam kjer lahko pride do velikih ovir v terenu. Odprti keson, ki se uporablja v mehkih tleh ali visoki podtalnici, kjer je izkopavanje odprtih jarkov nepraktično, se lahko uporablja tudi za namestitev globokih jaškov, za črpalne postaje in izvedbo jame za mikro tuneliranje, dviganje cevi in druge operacije.
Keson se potopi pod lastno težo, z betonom ali balastno vodo ali pa s hidravličnimi priključki. Vodilni rob  v kesonu je nagnjen navzven pod ostrim kotom za pomoč pri potopitvi v navpični smeri. Običajno je narejen iz jekla. Rob je na splošno širši od kesona za zmanjšanje trenja. Vodilni rob je lahko založen z bentonitom, ki v vodi nabrekne, stabilizira posedanje tako, da izpolni depresije in praznine. Odprt keson se lahko napolni z vodo med potopom.

### Keson s komprimiranim zrakom
Keson s komprimiranim zrakom ima prednost, saj zagotavlja suhe delovne pogoje, kar je bolje za izdelavo betona. Prav tako je zelo primeren tudi za temelje, za katere lahko druge metode povzročajo posedanje sosednjih objektov.

### Monolitni keson
Monolitni keson (ali preprosto monolit) je večji kot pri drugih vrstah kesonov, vendar podoben odprtemu kesonu. Takšne pogosto najdemo v pristaniških zidovih, kjer je potrebna odpornost na udarce ladij.

## Keson za dvig ladij
Beseda keson se uporablja tudi kot sinonim za z vodo napolnjeno korito kot del zapornice, dvigala za ladje in strmine, v kateri čolni in ladje počivajo, medtem ko se dvigajo iz enega dela kanala na nadmorsko višino v drug del.

## Sistem za prezračevanje
Beseda keson se uporablja tudi kot ime za vodotesno ohišje za prezračevanje filtrov v objektih, kjer ravnajo z nevarnimi snovmi. Ohišje ima navadno na vrhu predelek za predfilter in predel na nižji stopnji za filtrski element z visokim izkoristkom. Tako ima lahko več sklopov predelov. Ohišje ima tesnjena dostopna vrata, ki omogočajo spremembo filtrirnih elementov. Ohišje je običajno opremljeno s priključnimi točkami, ki se uporabljajo za testiranje učinkovitosti filtrov in spremljanje sprememb.